# Gornji Stupanj
Gornji Stupanj (en serbe cyrillique : Горњи Ступањ) est un village de Serbie situé dans la municipalité d'Aleksandrovac, district de Rasina. Au recensement de 2011, il comptait 567 habitants.

## Démographie
| 1948  | 1953  | 1961  | 1971  | 1981 | 1991 | 2002 | 2011 |
| ----- | ----- | ----- | ----- | ---- | ---- | ---- | ---- |
| 1 108 | 1 166 | 1 101 | 1 022 | 925  | 859  | 674  | 567  |

|  |